# 小口川軌道
小口川軌道（おぐちがわきどう）とは、水口建設産業株式会社が管轄する富山県富山市にある工事用軌道。通称は水口建設資材運搬線。日本にある現役のナローゲージ（軌間1067 mm未満）路線の一つ。

## 特徴
常願寺川水系小口川の上流左岸側にある、山麓と北陸電力小口川第三発電所を結ぶ、総延長1.5kmの軌間762mmのトロッコ軌道である。なおこの軌道は現在、北陸電力が保有しており水口産業建設が運行をしている。
小口川沿いには有峰林道小口川線が整備されたものの、川の右岸側であり、左岸にある小口第三発電所には車道が敷設されなかった。その為、今でもヘリコプターに頼らない資材輸送としてこの小口川軌道が現役で利用されている。
例年夏場の数ヶ月の間だけ発電所関係の資材を運ぶために使われている軌道で北陸電力小口川第三発電所やその周辺の補修・メンテナンス工事のための資材を運んでいる。その軌道は急峻な小口川の峡谷の山腹にへばりつくように、等高線を忠実になぞって進むが、線路のほとんどが昼でも鬱蒼と暗い林の中にある。

## 路線データ
- 路線距離　1.5km
- 軌間　765mm
- 駅数    2駅
- 複線区間　なし（全線単線）
- 電化区間　なし（全線非電化）
- 平均勾配　？‰
- 最大勾配　？‰

## 車両
三菱自動車などの車両を軌道用に改造して利用している。最新の内燃機関車は2017年に新しく導入した三菱ジープを改造したものである。